# Umineko no Naku Koro ni
Umineko no Naku Koro ni (うみねこのなく頃に, lit. Quan les gavines xisclen) és una novel·la visual japonesa de doujin suau i misteris d'assassinats produïda per 07th Expansion. El primer joc en la saga, Legend of the Golden Witch (La Llegenda de la Bruixa Daurada), va ser llançat per primera vegada al Comiket 72 el 27 d'agost del 2007, jugable per PC; el joc es va esgotar en trenta minuts. La història se centra en un grup de divuit persones en una illa aïllada per un període de dos dies, i els misteriosos assassinats que acaben amb la majoria dels residents. L'objectiu del videojoc és discernir si l'assassí és humà o n'és cap font sobrenatural. Umineko és el tercer títol en la saga When They Cry, precedit perHigurashi no Naku Koro ni i Higurashi no Naku Koro ni Kai, i seguit per Umineko no Naku Koro ni Chiru.
Existeix un anime a càrrec de l'estudi Deen que només adapta els primers quatre arcs i valorat negativament pels fans que va sortir l'any 2009. I també un manga més ben considerat publicat per Square Enix.

## Arcs argumentals
Umineko no naku koro ni (arcs de pregunta):
1. Legend of the golden witch (La llegenda de la Bruixa Daurada)
2. Turn of the golden witch (El torn de la Bruixa Daurada)
3. Banquet of the golden witch (El banquet de la Bruixa Daurada)
4. Aliance of the golden witch (L'aliança de la Bruixa Daurada)
Umineko no naku koro ni Chiru (arcs de resposta)
5. End of the golden witch (El final de la Bruixa Daurada)
6. Dawn of the golden witch (L'alba de la Bruixa Daurada)
7. Requiem of the golden witch (El rèquiem per la Bruixa Daurada)
8. Twilight of the golden witch (El capvespre de la Bruixa Daurada)